# حسین روشن چراغ
حسین روشن چراغ (زادهٔ ۱۳۲۰ - درگذشته خرداد ۱۳۹۶) نمایندهٔ حوزهٔ انتخابیهٔ برخوار و میمه در دورهٔ پنجم مجلس شورای اسلامی بوده‌است.